# Philipsburg, Sint Maarten
Philipsburg este un oraș și capitala țării Sint Maarten, situat pe o insulă tropicală în nord-estul Caraibelor, la 250 km nord de Guadelupa și 240 km est de Puerto Rico.

## Istorie
A fost fondat în 1763 de John Philips, un căpitan scoțian în marina olandeză; așezarea a devenit curând un centru plin de viață al comerțului internațional. Două forturi istorice reamintesc de importanța strategică a lui Philipsburg în istoria St. Maarten: Fort Amsterdam și Fort Willem.

## Climă
Philipsburg are un climat de savană tropicală (Köppen Aw) și este mai uscat decât majoritatea părților din nord-estul Caraibelor din cauza umbrei de ploaie. Cele mai uscate luni sunt din ianuarie până în iulie, iar cele mai umede din septembrie până în noiembrie, când uraganele sunt frecvente în regiune.
| Date climatice pentru Philipsburg, Sint Maarten (Princess Juliana Airport) 1971–2000 | Date climatice pentru Philipsburg, Sint Maarten (Princess Juliana Airport) 1971–2000 | Date climatice pentru Philipsburg, Sint Maarten (Princess Juliana Airport) 1971–2000 | Date climatice pentru Philipsburg, Sint Maarten (Princess Juliana Airport) 1971–2000 | Date climatice pentru Philipsburg, Sint Maarten (Princess Juliana Airport) 1971–2000 | Date climatice pentru Philipsburg, Sint Maarten (Princess Juliana Airport) 1971–2000 | Date climatice pentru Philipsburg, Sint Maarten (Princess Juliana Airport) 1971–2000 | Date climatice pentru Philipsburg, Sint Maarten (Princess Juliana Airport) 1971–2000 | Date climatice pentru Philipsburg, Sint Maarten (Princess Juliana Airport) 1971–2000 | Date climatice pentru Philipsburg, Sint Maarten (Princess Juliana Airport) 1971–2000 | Date climatice pentru Philipsburg, Sint Maarten (Princess Juliana Airport) 1971–2000 | Date climatice pentru Philipsburg, Sint Maarten (Princess Juliana Airport) 1971–2000 | Date climatice pentru Philipsburg, Sint Maarten (Princess Juliana Airport) 1971–2000 | Date climatice pentru Philipsburg, Sint Maarten (Princess Juliana Airport) 1971–2000 |
| Luna                                                                                 | Ian                                                                                  | Feb                                                                                  | Mar                                                                                  | Apr                                                                                  | Mai                                                                                  | Iun                                                                                  | Iul                                                                                  | Aug                                                                                  | Sep                                                                                  | Oct                                                                                  | Nov                                                                                  | Dec                                                                                  | Anual                                                                                |
| ------------------------------------------------------------------------------------ | ------------------------------------------------------------------------------------ | ------------------------------------------------------------------------------------ | ------------------------------------------------------------------------------------ | ------------------------------------------------------------------------------------ | ------------------------------------------------------------------------------------ | ------------------------------------------------------------------------------------ | ------------------------------------------------------------------------------------ | ------------------------------------------------------------------------------------ | ------------------------------------------------------------------------------------ | ------------------------------------------------------------------------------------ | ------------------------------------------------------------------------------------ | ------------------------------------------------------------------------------------ | ------------------------------------------------------------------------------------ |
| Maxima medie °C (°F)                                                                 | 28.6 (83,5)                                                                          | 28.7 (83,7)                                                                          | 29.2 (84,6)                                                                          | 29.8 (85,6)                                                                          | 30.4 (86,7)                                                                          | 31.3 (88,3)                                                                          | 31.6 (88,9)                                                                          | 31.7 (89,1)                                                                          | 31.6 (88,9)                                                                          | 31.2 (88,2)                                                                          | 30.2 (86,4)                                                                          | 29.2 (84,6)                                                                          | 30,3 (86,5)                                                                          |
| Media zilnică °C (°F)                                                                | 25.5 (77,9)                                                                          | 25.4 (77,7)                                                                          | 25.7 (78,3)                                                                          | 26.5 (79,7)                                                                          | 27.4 (81,3)                                                                          | 28.2 (82,8)                                                                          | 28.3 (82,9)                                                                          | 28.6 (83,5)                                                                          | 28.5 (83,3)                                                                          | 28.2 (82,8)                                                                          | 27.3 (81,1)                                                                          | 26.1 (79)                                                                            | 27,2 (81)                                                                            |
| Minima medie °C (°F)                                                                 | 23.2 (73,8)                                                                          | 23.1 (73,6)                                                                          | 23.5 (74,3)                                                                          | 24.1 (75,4)                                                                          | 25.1 (77,2)                                                                          | 25.2 (77,4)                                                                          | 26.1 (79)                                                                            | 26.2 (79,2)                                                                          | 26.0 (78,8)                                                                          | 25.7 (78,3)                                                                          | 24.9 (76,8)                                                                          | 23.9 (75)                                                                            | 24,8 (76,6)                                                                          |
| Minima istorică °C (°F)                                                              | 18.6 (65,5)                                                                          | 19.2 (66,6)                                                                          | 19.5 (67,1)                                                                          | 19.3 (66,7)                                                                          | 20.2 (68,4)                                                                          | 22.3 (72,1)                                                                          | 22.1 (71,8)                                                                          | 21.4 (70,5)                                                                          | 22.0 (71,6)                                                                          | 22.1 (71,8)                                                                          | 21.2 (70,2)                                                                          | 20.0 (68)                                                                            | 18,6 (65,5)                                                                          |
| Ploaie mm (inches)                                                                   | 66.0 (2.598)                                                                         | 50.7 (1.996)                                                                         | 45.2 (1.78)                                                                          | 64.0 (2.52)                                                                          | 93.3 (3.673)                                                                         | 61.8 (2.433)                                                                         | 71.6 (2.819)                                                                         | 98.8 (3.89)                                                                          | 139.6 (5.496)                                                                        | 113.0 (4.449)                                                                        | 149.3 (5.878)                                                                        | 93.8 (3.693)                                                                         | 1.047,1 (41,224)                                                                     |
| Umiditate [%]                                                                        | 74.7                                                                                 | 74.1                                                                                 | 73.6                                                                                 | 75.0                                                                                 | 75.9                                                                                 | 75.1                                                                                 | 74.8                                                                                 | 75.4                                                                                 | 76.3                                                                                 | 76.8                                                                                 | 77.4                                                                                 | 76.6                                                                                 | 75,5                                                                                 |
| Nr. mediu de zile ploioase (≥ 1.0 mm)                                                | 11.9                                                                                 | 9.3                                                                                  | 9.0                                                                                  | 11.8                                                                                 | 10.3                                                                                 | 8.4                                                                                  | 12.2                                                                                 | 13.9                                                                                 | 13.5                                                                                 | 13.8                                                                                 | 14.8                                                                                 | 13.3                                                                                 | 142,0                                                                                |
| Ore însorite                                                                         | 257.2                                                                                | 235.2                                                                                | 271.6                                                                                | 265.4                                                                                | 251.0                                                                                | 245.1                                                                                | 257.2                                                                                | 288.1                                                                                | 232.4                                                                                | 244.6                                                                                | 235.0                                                                                | 246.7                                                                                | 3.009,4                                                                              |
| Sursă: Meteorological Department Curaçao                                             |                                                                                      |                                                                                      |                                                                                      |                                                                                      |                                                                                      |                                                                                      |                                                                                      |                                                                                      |                                                                                      |                                                                                      |                                                                                      |                                                                                      |                                                                                      |

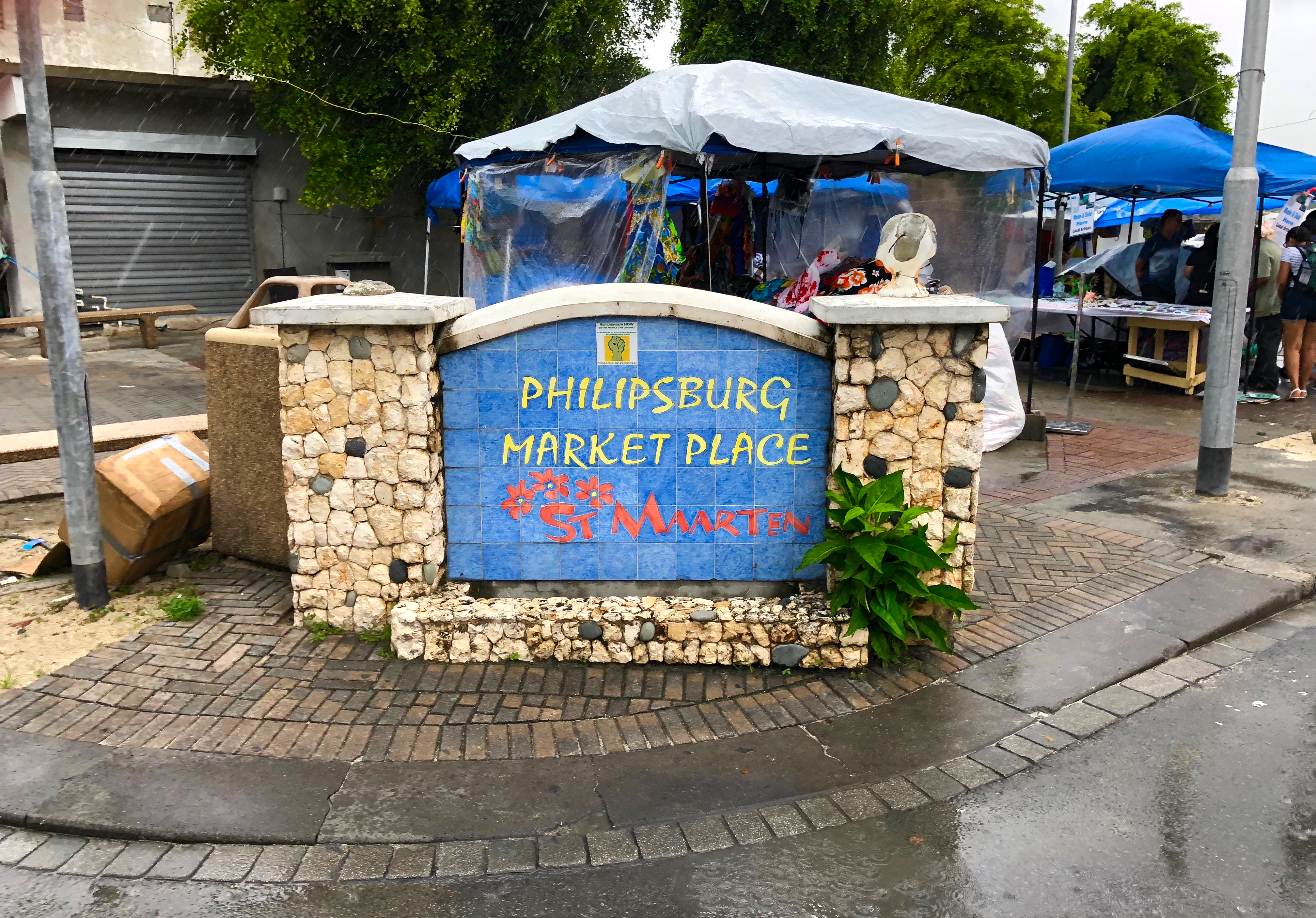
Piața Philipsburg

Principalul cartier comercial, Front Street, se află în inima orașului. Orașul are și un port care este vizitat de multe nave de croazieră.

## Transport

### Aeroportul Internațional Princess Juliana

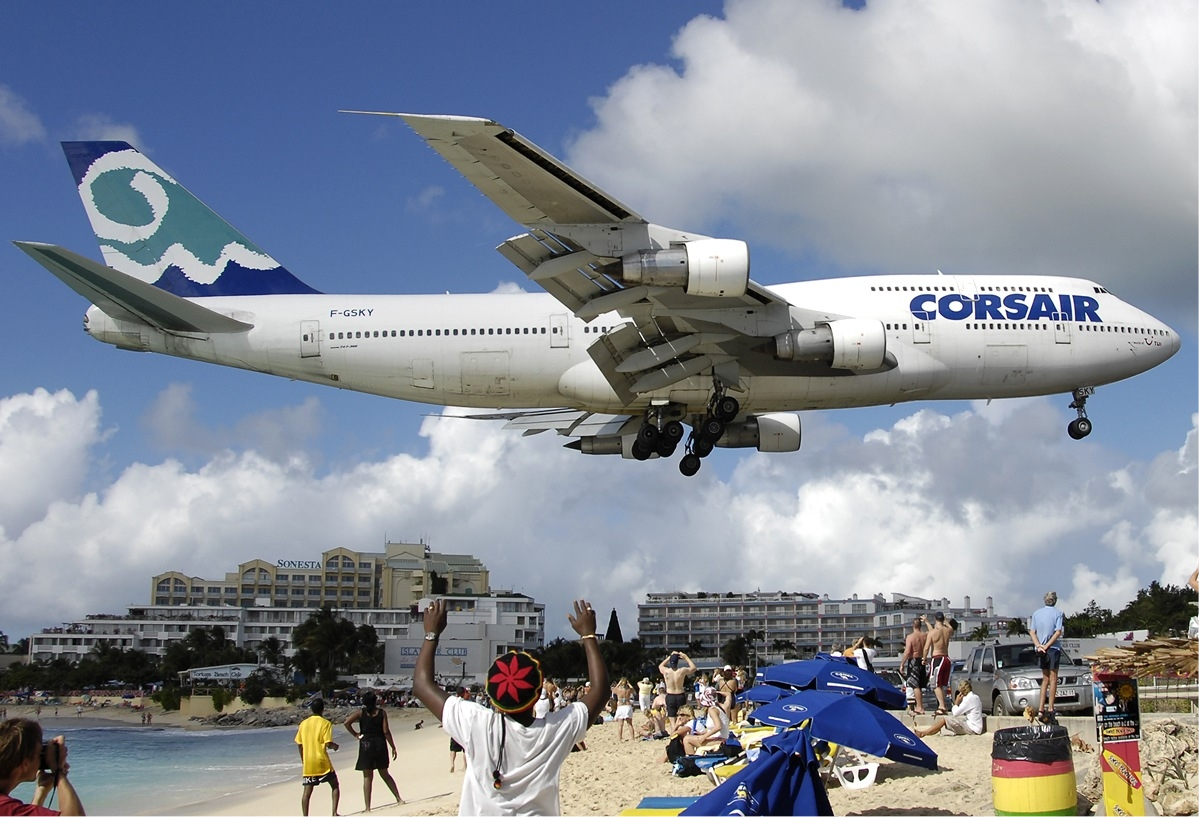
Corsair Boeing 747-300 aterizând la Philipsburg

Renumit pentru fotografiile apropiate ale aeronavelor la aterizare, Aeroportul Internațional Princess Juliana ( IATA: SXM, ICAO: TNCM) este amplasat la vest de Philipsburg.